# Sigma Eridani
HD 17943 é uma estrela na direção da constelação de Eridanus. Possui uma ascensão reta de 02h 52m 50.67s e uma declinação de −09° 26′ 28.8″. Sua magnitude aparente é igual a 6.31. Considerando sua distância de 328 anos-luz em relação à Terra, sua magnitude absoluta é igual a 1.30. Pertence à classe espectral A7IV.